# تليت (إيمي نتليت)
تليت هي إحدى مشيخات المملكة المغربية، تتبع جغرافيا لإقليم الصويرة وإداريًا لإيمي نتليت. يقدر عدد سكانها بـ 3709 نسمة حسب الإحصاء الرسمي للسكان والسكنى لسنة 2004.